# Молочне (Перекопський район)
Моло́чне (до 1948 року — Яни́-Мана́й крим. Yañı Manay, «Новий Манай») — село Перекопського району Автономної Республіки Крим.
Розташоване на заході району.
Відстань від райцентру до населеного пункта становить 37 кілометрів по прямій.